# Adelaide Ironside
Adelaide Ironside, właściwie Adelaide Eliza Scott Ironside (ur. 17 listopada 1831 w Sydney, zm. 15 kwietnia 1867 w Rzymie) – malarka, pisarka i poetka, pierwsza australijska artystka, która studiowała w Europie i pierwszy australijski artysta, który miał wystawę w Starym Świecie.

## Wczesne życie
Adelaide Ironside urodziła się w dawnej dzielnicy Sydney, St Leonards, jako córka Jamesa Ironside, agenta patentowego i księgowego, oraz Marthy Rebecy, z domu Redman. Jej ojciec był emigrantem ze Szkocji, Marthy matka i dziadek byli skazańcami zesłanymi do Australii za fałszerstwa. Początkowo naukę pobierała u matki i od najmłodszych lat wykazywała zdolności literackie, zarówno w prozie, jak i poezji. Na jej światopogląd mieli wpływ mieszkający w tej części Nowej Południowej Walii artyści i działacze jak Daniel Henry Deniehy artysta, prawnik i polityk, którego była pierwszą miłością. Prezbiteriański pastor John Dunmore Lang miał chyba największy wpływ na jej poglądy, zaszczepił w niej republikanizm i zachęcił ją do publikowania patriotycznych utworów w prasie wydawanej w Sydney. Języków obcych uczyła się u luterańskiego pastora Matthiasa Goethego. Pobierał też lekcje rysowani u znanego australijskiego malarza Conrada Martnsa. W 1855 zaprojektowała patriotyczny sztandar dla Volunteer Corps of New South Wales.

## Pierwsza wystawa w Europie
W 1855 pierwszy raz prace Ironside zostały wystawione w Europie, podczas trwających od 15 maja do 15 listopada międzynarodowych targach kulturalnych Exposition universelle w Paryżu, w których wzięło udział 25 państw i ich kolonie. Była to pierwsza kolekcja artysty australijskiego wystawiona w Starym Świecie.  Znalazły się na niej rysunki wykonane ołówkiem, obrazy o tematyce religijnej, portrety i seria kwiatowa Drawings of native wildflowers, za którą została wyróżniona na wystawie.

## Wyjazd do Europy

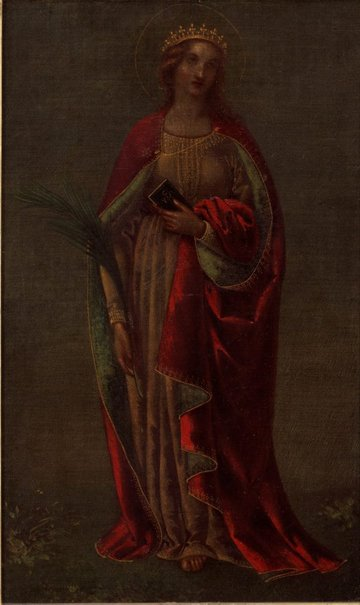
Adelaide Ironside, St Catherine of Alexandria as Patroness of Philosophy (1859)

Za namową Langa postanowiła studiować malarstwo w Europie, pod koniec 1855 wyjechała z matką do Londynu. Dostała od niego list polecający do Sir Jamesa Clarka, osobistego lekarza królowej Wiktorii, który ułatwił jej kontakty w Londynie i Rzymie. Za jego pośrednictwem poznała Johna Ruskin'a, pisarza i poetę, który wykazał duże zainteresowanie jej pracą i stał się nauczycielem i przyjacielem. W styczniu 1856 udała się do Rzymu, gdzie ciężko pracowała, aby zostać artystką, pracując do 18 godzin dziennie. Dzięki znajomości z Clarkiem została przedstawiona we Włoszech walijskiemu rzeźbiarzowi John Gibson i amerykańskiej rzeźbiarce Harriet Hosmer. Otworzyło jej to drzwi do świata włoskiej socjety i zapewniło intensywne życie przez następne jedenaście lat.  We Włoszech odwiedził ją William Charles Wentworth, australijski polityk i podróżnik a także, w 1859 książę Walii Jerzy III, który zapłacił 500 funtów za obraz.

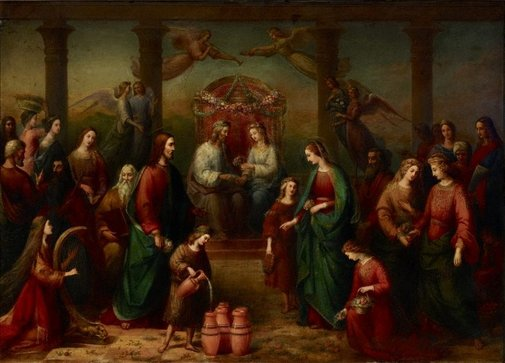
Adelaide Ironside, The marriage at Cana of Galilee (1861)

W tym samym roku ukończyła swój pierwszy olejny obraz St Catherine of Alexandria as Patroness of Philosophy. W kolejnych latach namalowała jeszcze trzy olejne obrazy: St Agnes (1860), The Pilgrim of Art, Crowned by the Genius of Art (1859-60) i The marriage at Cana of Galilee (1861). W  The marriage objawiła nie tylko niezwykły talent, ale i republikanizm, zaszczepiony jej przez Langa. Modelując głowy Chrystusa i oblubieńca posłużyła się wizerunkiem Giuseppe Garibaldiego. Z kolei w The Pilgrim of Art namalowała siebie jako Pilgrim, a matkę, która towarzyszyła jej w pobycie we Włoszech, jako Genius.
W 1861 papież Pius IX przyjął ją na prywatnej audiencji i pozwolił jej studiować freski w klasztorze kamedułów w Perugii oraz kopiować dzieła z prywatnych zbiorów papieskich. Było to dla Ironside znaczące wydarzenie, ponieważ jej ambicją był powrót do Australii i namalowanie fresków na murach budynków publicznych w Sydney, w tym nowego Parliament House. W 1862 uzyskała dyplom na Accademia dei Quiriti w Rzymie. W tym samym roku odwiedziła Londyn, gdzie jej olejne obrazy zostały umieszczone na wystawie podczas International Exhibition. Zmęczenie wywołane intensywną pracą zmusiło ją do sześciomiesięcznego odpoczynku, podczas którego zwiedzała Szkocję.
Jej ostatni znany obraz Adoration of the Magi, znany także jako Manifestation of Christ to the Gentiles (1864) został wystawiony podczas Dublin International Exhibition w 1865. W 1865 podczas kolejnej wizyty w Londynie, nawiązała głęboką przyjaźń ze swoim nauczycielem, Johnem Ruskinem, z którym często korespondowała po powrocie do Włoch. Dwa lata przed śmiercią nie mogła malować z powodu choroby. Zmarła w 1867 w Rzymie, w wieku 35 lat na gruźlicę.
Talent malarki doceniany w Europie, w kraju ojczystym został szybko zapomniany. Trzy z jej obrazów: The Pilgrim of Art, Crowned by the Genius of Art, The marriage at Cana of Galilee i The Presentation of the Magi zostały wysłane do Australii i wypożyczone do galerii narodowej w Sydney, gdzie Francis Adams, dziennikarz i pisarz, odnalazł je przechowywane w jakimś zapomnianym pomieszczeniu. Ostatecznie obrazy umieszczono w jadalni St Paul's College na Uniwersytecie w Sydney. The marriage at Cana of Galilee został wystawiony w 1992 w Art Gallery of New South Wales.